# Рейлроуд (Пенсільванія)
Рейлроуд (англ. Railroad) — місто (англ. borough) в США, в окрузі Йорк штату Пенсільванія. Населення — 256 осіб (2020).

## Географія
Рейлроуд розташований за координатами 39°45′35″ пн. ш. 76°41′46″ зх. д. / 39.75972° пн. ш. 76.69611° зх. д. (39.759610, -76.696073).  За даними Бюро перепису населення США в 2010 році місто мало площу 1,65 км², уся площа — суходіл.

## Демографія
Згідно з переписом 2010 року, у селищі мешкало 278 осіб у 115 домогосподарствах у складі 76 родин. Густота населення становила 168 осіб/км².  Було 120 помешкань (73/км²).
Расовий склад населення:
| - 97,8 % — білих - 1,4 % — чорних або афроамериканців |

До двох чи більше рас належало 0,7 %. Частка іспаномовних становила 0,0 % від усіх жителів.
За віковим діапазоном населення розподілялося таким чином: 24,8 % — особи молодші 18 років, 66,9 % — особи у віці 18—64 років, 8,3 % — особи у віці 65 років та старші. Медіана віку мешканця становила 40,0 року. На 100 осіб жіночої статі у селищі припадало 110,6 чоловіків;  на 100 жінок у віці від 18 років та старших — 97,2 чоловіків також старших 18 років.
Середній дохід на одне домашнє господарство  становив 64 560 доларів США (медіана — 57 500), а середній дохід на одну сім'ю — 73 673 долари (медіана — 75 313). За межею бідності перебувало 14,9 % осіб, у тому числі 44,8 % дітей у віці до 18 років та 7,7 % осіб у віці 65 років та старших.
Цивільне працевлаштоване населення становило 135 осіб. Основні галузі зайнятості: науковці, спеціалісти, менеджери — 14,8 %, виробництво — 14,1 %, мистецтво, розваги та відпочинок — 12,6 %.